# 269390 Igortkachenko
269390 Igortkachenko è un asteroide della fascia principale. Scoperto nel 2009, presenta un'orbita caratterizzata da un semiasse maggiore pari a 2,6610430 UA e da un'eccentricità di 0,2631503, inclinata di 5,60666° rispetto all'eclittica.
L'asteroide è dedicato al pilota acrobatico russo Igor Valentinovič Tkačenko.